# Соловка
Со́ловка (словац. Saloka) — село у Чопській міській громаді Ужгородському районі Закарпатської області на річці Тиса. Відстань до райцентру становить близько 36 км і проходить автошляхом E573, з яким збігається М06. У селі на залізничній станції розташований пункт контролю Соловка на кордоні з Угорщиною. 
З угорського боку знаходиться пункт пропуску «Еперєшке», медьє Саболч-Сатмар-Береґ, на автошляху місцевого значення у напрямку Ньїредьгаза.

## Історія
Вперше село згадується вже в грамоті від 1240 року, потім у 1464 році воно згадується як Залок.
Село було королівським маєтком у 1240 році, подаровано королем Іштваном V Михайлу I із роду Розд. Згідно з усною традицією, тут було місце для переправ плотами через річку Тиса.
Більша частина населення села прийняла реформатську віру. Реформатська церква була побудована в 1783 році в стилі бароко-класицизму замість старої кам’яної церкви.

## Політика

### Парламентські вибори, 2019
На позачергових парламентських виборах 2019 року у селі функціонувала окрема виборча дільниця № 210599, розташована у приміщенні клубу.
Результати
- зареєстровано 664 виборці, явка 49,55%, найбільше голосів віддано за «Слугу народу» — 39,55%, за «Силу і честь» — 11,94%, за «Опозиційну платформу — За життя» — 10,45%.[2] В одномандатному окрузі найбільше голосів отримав Йосип Борто (самовисування) — 81,25%, за Олександра Пекаря (Слуга народу) — 4,06%, за Михайла Фединця (Єдиний Центр) — 3,44%[3].

## Населення
Населення за переписом 2001 року: 825 осіб.
Чисельність населення станом на 2020 рік: 896 осіб.

## Влада
Сільським головою є Біро Олександр Андрійович.